# Джимбаран
Джимбара́н (індонез. Jimbaran) — селище в південній частині індонезійського острова Балі, а також підвідомча селищу однойменна адміністративно-територіальна одиниця нижчого рівня — поселення (індонез. kelurahan), що включає кілька дрібніших населених пунктів сільського типу. Площа поселення — 20,5 км², населення — 23 205 осіб.
Район Джимбаран є одним з найпопулярніших курортно-туристичних зон острова Балі, а також одним з основних центрів рибальства на острові.

## Географія
Знаходиться в південній частині острова, що омивається Індійським океаном, на східному узбережжі перешийка, що з'єднує півострів Букіт з основною територією Балі. Розташовуючись переважно на перешийку, займає також невелику ділянку на північному сході півострова .
Площа поселення Джимбаран — 20,5 км². Його основний населений пункт знаходиться приблизно за 12 км на південь від Денпасара — адміністративного центру і найбільшого міста Балі, та за 5 км на південь від балійського міжнародного аеропорту Нгурах-Рая .
Назва «Джимбаран» традиційно застосовується не тільки щодо власне поселення, а й щодо прилеглої до нього з півночі і з півдня досить великої ділянки прибережної території (в західних джерелах часто фігурує як  Джимбаран-бич  — англ. Jimbaran Beach). Омиває узбережжя затока знана як Бухта Джимбаран (індонез. Teluk Jimbaran, англ. Jimbaran Bay) .

### Клімат
Містечко знаходиться у зоні, котра характеризується кліматом тропічних саван. Найтепліший місяць — грудень із середньою температурою 27.7 °C (81.9 °F). Найхолодніший місяць — липень, із середньою температурою 26 °С (78.8 °F).
| Клімат Джимбарана       | Клімат Джимбарана | Клімат Джимбарана | Клімат Джимбарана | Клімат Джимбарана | Клімат Джимбарана | Клімат Джимбарана | Клімат Джимбарана | Клімат Джимбарана | Клімат Джимбарана | Клімат Джимбарана | Клімат Джимбарана | Клімат Джимбарана | Клімат Джимбарана |
| Показник                | Січ.              | Лют.              | Бер.              | Квіт.             | Трав.             | Черв.             | Лип.              | Серп.             | Вер.              | Жовт.             | Лист.             | Груд.             | Рік               |
| Середній максимум, °C   | 30,7              | 30,9              | 31,1              | 31,6              | 31,4              | 30,9              | 30,8              | 31,3              | 32,1              | 32,7              | 32,2              | 31,2              | 31,4              |
| Середня температура, °C | 27,5              | 27,5              | 27,6              | 27,5              | 27,2              | 26,6              | 26                | 26,2              | 26,6              | 27,3              | 27,6              | 27,7              | 27,1              |
| Середній мінімум, °C    | 22,2              | 21,7              | 21,9              | 21,6              | 21,1              | 20,2              | 19,3              | 19,5              | 20,4              | 21,8              | 22,5              | 22,3              | 21,2              |
| Норма опадів, мм        | 324.9             | 266.8             | 220.6             | 110.9             | 101.3             | 68.6              | 75.6              | 44.3              | 78.9              | 145.7             | 193.2             | 250.2             | 1881              |
| Днів з опадами          | 19,3              | 18                | 16,3              | 11                | 6,7               | 4,9               | 2,3               | 0,6               | 0,6               | 2,2               | 7,9               | 15,6              | 105,4             |
| Вологість повітря, %    | 78.6              | 79                | 79.8              | 78.9              | 79.1              | 77.9              | 76.6              | 75.7              | 76.2              | 76.2              | 77.5              | 78                | 77.8              |
| ----------------------- | ----------------- | ----------------- | ----------------- | ----------------- | ----------------- | ----------------- | ----------------- | ----------------- | ----------------- | ----------------- | ----------------- | ----------------- | ----------------- |
| Джерело: Weatherbase    |                   |                   |                   |                   |                   |                   |                   |                   |                   |                   |                   |                   |                   |

## Історія
Точна дата заснування Джимбаран не встановлена, проте є достовірні відомості про безперервне існування поселення під цією назвою принаймні протягом шести-семи століть. Зокрема, Джимбаран фігурує в балійських хроніках XV століття: збережені тексти дозволяють зробити висновок про його заснування або суттєве розширення за кілька десятиліть до складання хроніки, у період знаходження південній частині Балі під впливом імперії Маджапахіт .

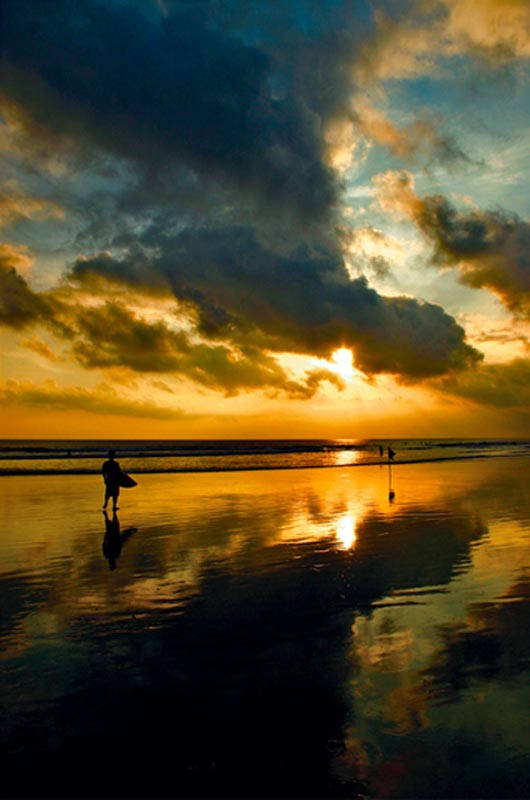
Узбережжя Джимбарану

До другої половини XVII століття тут існували не тільки житлові і господарські будівлі, а й принаймні один великий індуїстський храмовий комплекс. Відомо, що в 1677 році місцевий правитель надав на території Джимбаран притулок одному зі своїх сусідів, який покинув своє князівство в результаті внутрішнього конфлікту разом зі своїми прихильниками, число яких становило близько 1200 осіб.
В подальшому Джимбаран входив в територію князівства Намбанган (балі. Nambangan), яке в кінці XVIII століття, після серії територіального прирощення, було перейменовано в Бадунг. Саме ця частина Балі стала районом найзапеклішого опору нідерландським колонізаторам в ході їх військового вторгнення на острови в 1906 році. У південній частині Денпасара, у безпосередній близькості до Джимбарану, стався фінальний і найдраматичніший епізод цього конфлікту — Пупутан, ритуальне самогубство на полі бою, вчинене правителем Бадунга І Густі Маді Агунг (балі. I Gusti Ngurah Made Agung) і десятками його наближеними .
За господарським укладом Джимбаран спочатку був типовим балійським рибальським селом. Перша поява в цій частині острова туристів з Нідерландів та деяких інших країн відноситься до 1920-х років. У період до Другої Світової війни тут на довгий термін оселялися окремі представники європейської і американської творчої інтелігенції.
Розвиток туризму в Джимбарані, як і на Балі в цілому, надовго перервала японська окупація Нідерландської Ост-Індії в 1942—1945 роках, що відбулася після багаторічної боротьби Індонезії за незалежність і тривалим охолодженням відносин країни в період президентства Сукарно. Відродження туристичного інтересу до цієї місцевості сталося тільки в 1970-ті роки: з цього часу почався активний розвиток тут відповідної інфраструктури.

## Адміністративна приналежність, населення
Поселення Джимбаран входить до складу району Південний Кута, який, у свою чергу, відноситься до округу Бадунг провінції Балі. Станом на 2008 рік його населення становить 23 205 осіб, з яких 11 871 — чоловіки і 11 334 — жінки, всього 5556 сімей. Велика частина житлових кварталів розташована на деякій віддалі від моря уздовж дороги, що з'єднує Джимбаран з головними автотранспортними магістралями острова .
Абсолютна більшість населення — балійці. Як і в інших районах острова переважною релігією є індуїзм. Мешканцями сформовано 12 традиційних громад — «Банджар-адат» (балі. banjar adat). Найбільшим індуїстським храмом поселення є храм Улун-Сіві (балі. Pura Ulun Siwi), побудований в XVIII столітті, який являє собою не тільки діюча культова споруда, а й найважливішу туристичну визначну пам'ятку поселення .

## Економіка

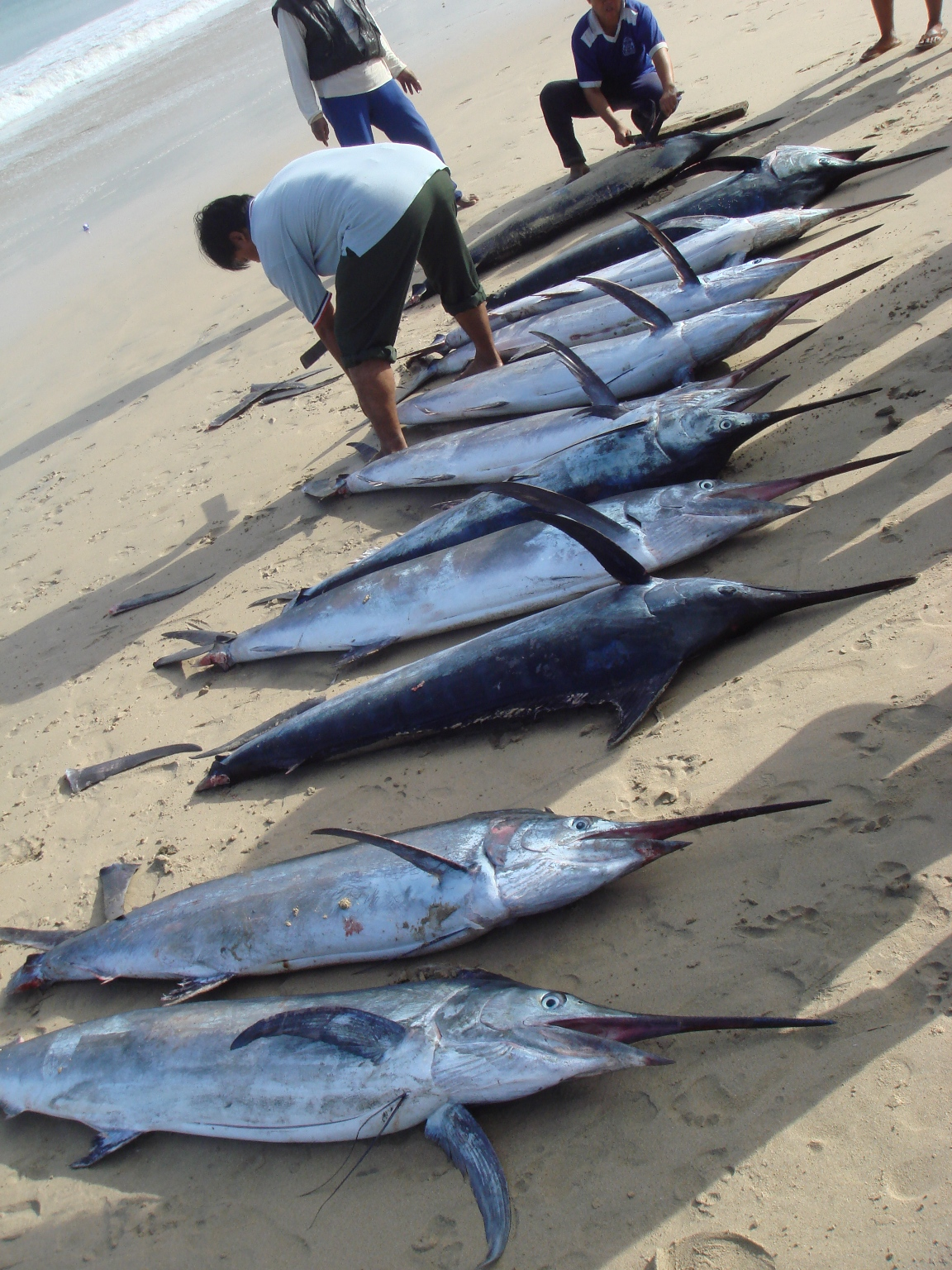
Улов марлінів на березі Джимбаран

Рибальство, традиційно слугувало основою місцевого господарства, у цілому зберігає істотне значення для Джимбаран і на початку XXI століття: значна частина місцевого населення зайнята промислом риби та морепродуктів в прилеглій акваторії. Однак у міру розвитку в цій частині Балі туризму саме він став ключовим фактором, що визначає економічний та соціальний розвиток поселення. Вже до початку 1990-х років Джимбаран став одним з найпопулярніших місць серед відвідують острів іноземців та мешканців інших регіонів Індонезії — цьому сприяли як природні, так і інфраструктурні умови, зокрема, близькість поселення до аеропорту Нгурах-Рая і Денпасар, а також багатьом історико-культурним пам'яткам Балі. Характерно, що саме розвиток туризму зумовило затребуваність місцевого рибальського промислу: якщо раніше улови джимбаранських рибалок переважно продавалися в інші райони південного Балі, то тепер більша їх частина реалізується на місці, у численних точках громадського харчування .

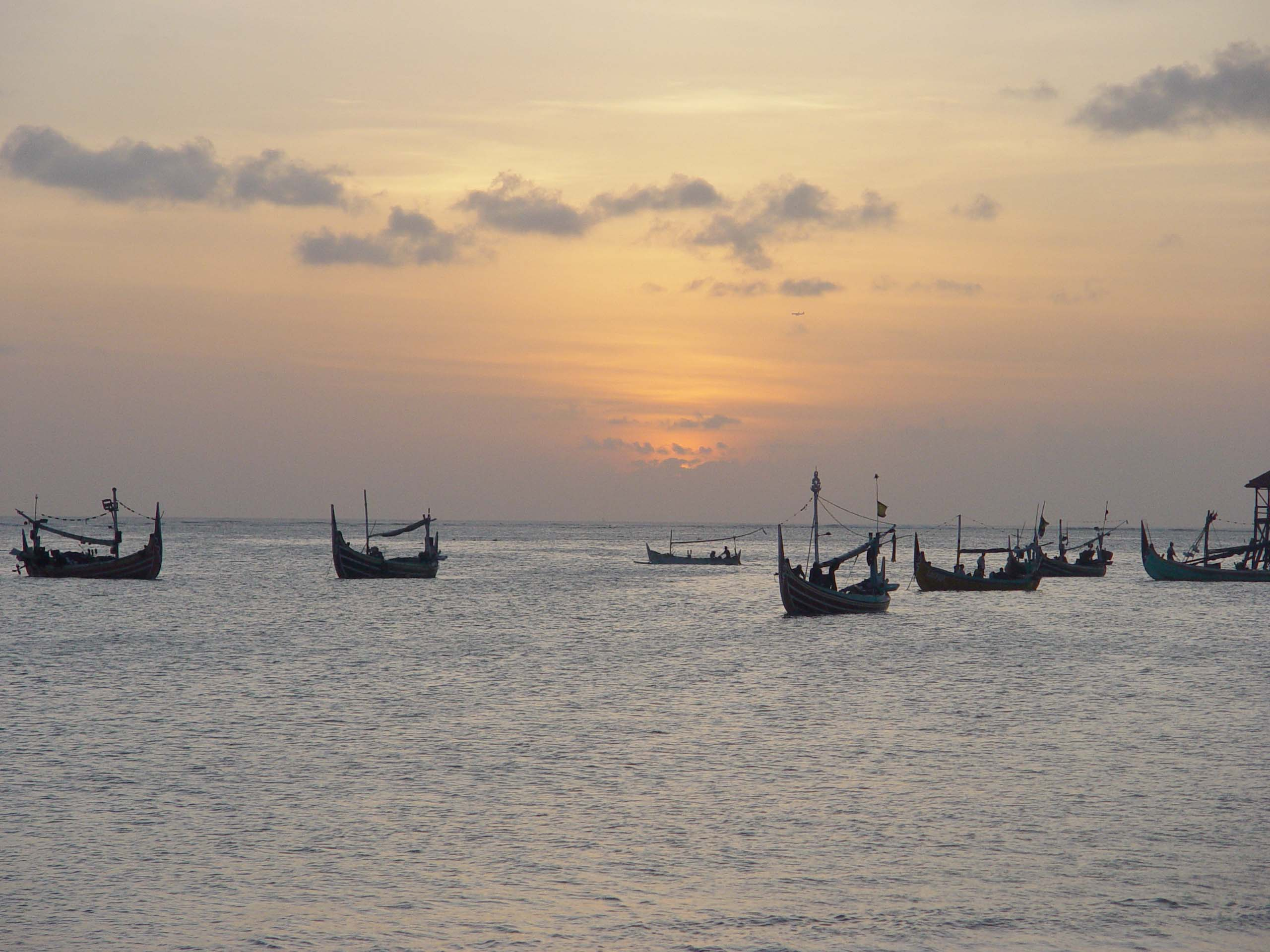
Рибальські човни в бухті Джимбаран

В результаті активний розвиток тут отримала відповідна курортно-туристична інфраструктура: в Джимбарані зосереджена велика кількість готелів (в тому числі високого класу), ресторанів, торгових та розважальних комплексів. Ця місцевість є широко популярною перш за все серед любителів морського відпочинку, у тому числі сноркелінгу та дайвінгу  .